# 高福
高 福（こう ふく、ガオ・フー、1961年11月15日 - ）は、中華人民共和国のウイルス学者、免疫学者。山西省応県出身。現職は中国疾病予防控制中心主任、中国科学院大学教授。

## 経歴
1961年11月15日、山西省応県で生まれた。
1983年、山西農業大学を卒業。
1986年、北京農業大学（現在の中国農業大学）で微生物学・動物疫学の博士学位を取得。
1993年、イギリスオックスフォード大学にてDavid H. L. Bishop及びErnest A. Gould両教授に師事し、生化学の博士学位取得。
2004年、イギリスから帰国。同年、中国科学院微生物研究所に入り、教授・所長を歴任。
2008年、中国科学院北京生命科学研究院副院長・中国科学院の病原微生物と免疫学重点実験室の主任を兼務。
2011年4月、中国疾病予防控制中心の副主任に就任。
2017年8月、王宇の後任として中国疾病予防控制中心主任に就任。
2022年、王立協会外国人会員選出。

## 栄典
- 2013年12月19日、中国科学院院士[2]。
- 2016年、アメリカ科学振興協会会員。
- 2017年、エディンバラ王立協会（英語版）会員[3]。
- 2017年、アフリカ科学アカデミー（英語版）会員[4]。
- 2019年、米国科学アカデミー外国人会員。
- 2019年10月、全米医学アカデミー外国人会員[5]。